# Entidad singular de población
En España se denomina entidad singular de población, desde un punto de vista estadístico, a «cualquier área habitable de un término municipal, habitada, o excepcionalmente deshabitada, claramente diferenciada dentro del mismo y que es conocida por una denominación específica que la identifica sin posibilidad de confusión», según definición del Instituto Nacional de Estadística (INE).

## Entidades de población
El nomenclátor editado por el INE, habitualmente en las fechas en que se ha realiza el censo de población, distingue, dentro de cada término municipal, las siguientes entidades de población, correspondiéndole a cada una de ellas un ámbito territorial delimitado:
- Entidad colectiva de población: agrupación de dos o más entidades singulares de población.
- Entidad singular de población: cualquier área habitable de un término municipal, habitada, o excepcionalmente deshabitada, claramente diferenciada dentro del mismo y que es conocida por una denominación específica que la identifica sin posibilidad de confusión.[2]

- Núcleo de población: conjunto de al menos diez edificaciones que forman calles, plazas y otras vías urbanas. Por excepción, el número de edificaciones podrá ser inferior a 10, siempre que la población que habita las mismas supere los 50 habitantes. Se incluyen en el núcleo aquellas edificaciones que, estando aisladas, distan menos de 200 metros de los límites exteriores del mencionado conjunto, si bien en la determinación de dicha distancia han de excluirse los terrenos ocupados por instalaciones industriales o comerciales, parques, jardines, zonas deportivas, cementerios, aparcamientos y otros, así como los canales o ríos que puedan ser cruzados por puentes.
- Diseminados: edificaciones –habitadas o no– que no cumplen las condiciones que se establecen para formar un núcleo de población.

Las entidades singulares de población pueden estar constituidas por varios núcleos de población, además de por diseminados.En caso de no existir ningún núcleo de población en el interior de la entidad singular de población, esta queda formada por los diseminados existentes en su territorio.
Cada entidad singular de población posee una categoría que es la calificación otorgada, o tradicionalmente reconocida, tal como ciudad, villa, lugar o aldea, y a falta de ella, la que responde a su origen y características, como caserío, poblado, barrio, monasterio, centro turístico, zona residencial, urbanización y otras.
De modo análogo, a un núcleo de población le corresponde una de las siguientes categorías: ciudad, villa, lugar o aldea, poblado, barrio, zona residencial, urbanización. 
Algunas entidades colectivas de población reciben, de acuerdo con la legislación propia de cada comunidad autónoma, la consideración de entidad local de ámbito territorial inferior al municipio prevista en Ley de Régimen Local; esas entidades no tienen personalidad jurídica y, de acuerdo con la legislación autonómica, pueden recibir denominaciones propias como caseríos, parroquias, aldeas, barrios, anteiglesias, concejos, pedanías, lugares anejos y otros análogos. En Álava y Navarra, esas entidades reciben el nombre de concejos y, de acuerdo con la legislación correspondiente, tienen personalidad jurídica.
El empleo de la entidad de población en las investigaciones geográficas resulta de gran utilidad en el caso de aquellos municipios que, por lo escaso de su población, tienen su término municipal englobado en una única sección censal; en este sentido, la posibilidad que supone el empleo del nomenclátor y su distribución espacial en entidades, es la única manera de acercarse a la distribución espacial intramunicipal de la población de los municipios con volúmenes de población muy reducidos.

## El código INE de entidades y los núcleos de población
Las entidades y los núcleos de población están codificados por el Instituto Nacional de Estadística desde el año 1981. Este código está formado por 11 dígitos:
- Los dos primeros para la provincia;
- El tercero, el cuarto y el quinto para el municipio dentro de la provincia;
- El sexto y el séptimo para la entidad colectiva dentro del municipio, si existe. En caso contrario se utiliza "00";
- El octavo y el noveno para la entidad singular dentro de la colectiva o el municipio, si no existe la colectiva; y
- Los dos últimos para los núcleos de población dentro de la entidad singular, utilizando el "99" para el diseminado.

Así, por ejemplo, el código 33016022002 se refiere a:
|     | Entidad               | Tipo de entidad                | Código completo |
| --- | --------------------- | ------------------------------ | --------------- |
| 33  | Asturias              | provincia                      | 33              |
| 016 | Concejo de Castrillón | municipio                      | 33 016 000000   |
| 02  | Parroquia de Laspra   | entidad colectiva de población | 33 016 020000   |
| 20  | Arnao                 | entidad singular de población  | 33 016 022000   |
| 02  | La Mina               | núcleo de población            | 33 016 022002   |

Los códigos se restablecieron en el año 1991 siguiendo el orden alfabético de los núcleos de población dentro de cada entidad singular. A las entidades de nueva creación se les asigna un código correlativo al último existente, y no se reutilizan los de las que desaparecen. Los ayuntamientos deben revisar, al menos una vez al año, la relación de entidades y núcleos de población, y enviarla al Instituto Nacional de Estadística, que las publica anualmente.
Esta relación sirve de base para la confección del padrón municipal de habitantes.